# پایتون برمه‌ای
پایتون برمه‌ای (نام علمی: Python bivittatus) یکی از بزرگترین گونه‌های مارها و بومی منطقه وسیعی از جنوب شرق آسیا است که به عنوان آسیب‌پذیر در فهرست سرخ آی‌یوسی‌ان ذکر شده‌است. تا سال ۲۰۰۹، آن را یکی از زیرگونه‌های پایتون هندی در نظر می‌گرفتند، اما اکنون به عنوان گونه‌ای متمایز شناخته می‌شود. پایتون برمه‌ای یک گونه مهاجم در فلوریدا ناشی از تجارت حیوانات خانگی است.